# Opus sectile

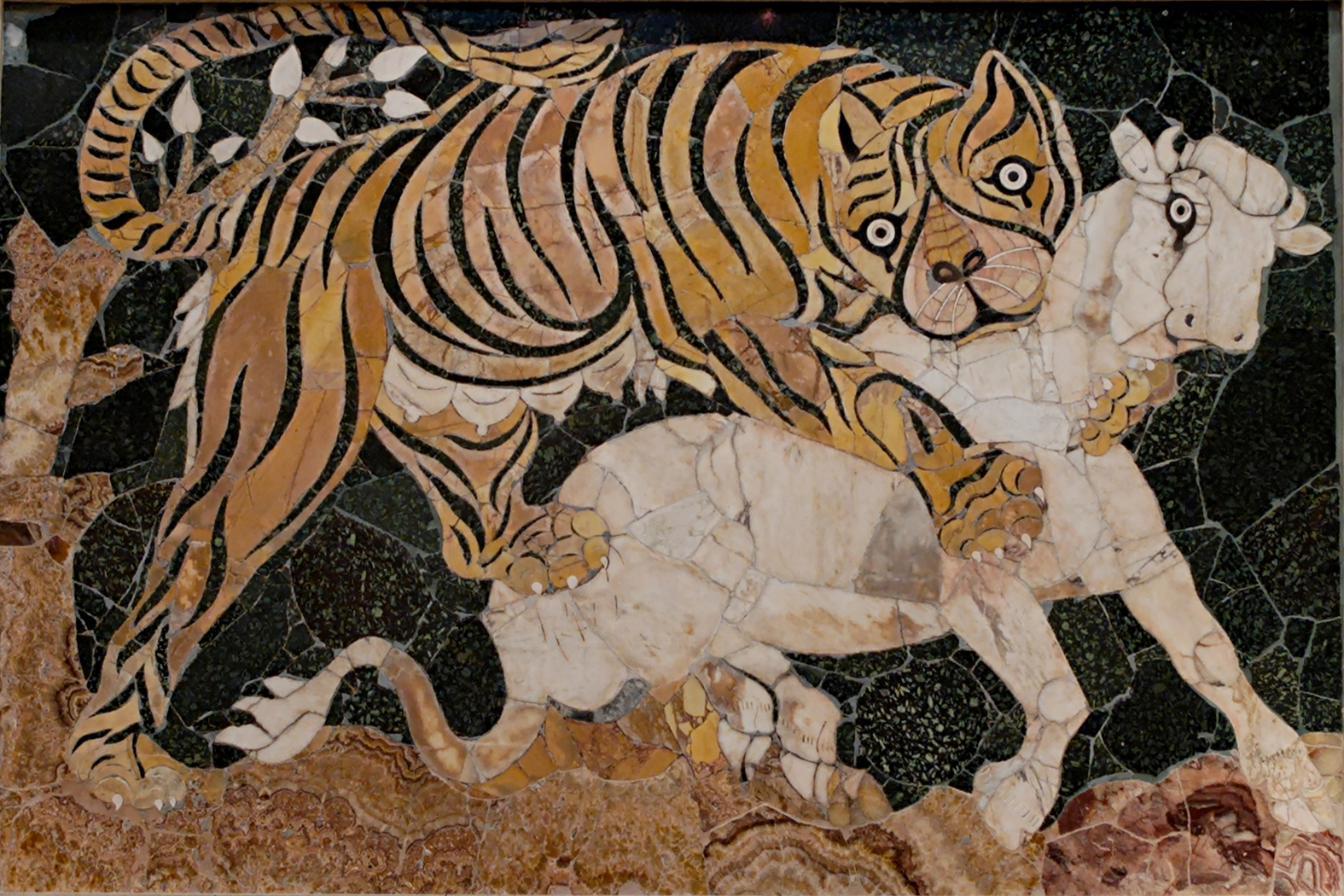
Tigressa atacant un vedell, opus sectile en marbre de la basílica de Junius Bassus

Opus sectile és una tècnica del mosaic romà, de la qual hi ha poques mostres en l'art medieval (cosmatesc) i es recupera en l'edat moderna (intarsium, pedra dura).
Els materials, de diferent naturalesa (nacre, vidre), però habitualment pedres de colors, com el marbre, es tallen en peces de molt poca grossor, la forma de la qual es determina per la forma a representar, combinant-se amb les altres per omplir l'espai (tessel·lació), o amb criteris geomètrics (abstractes) o figuratius. A diferència de l'opus tessellatum (la tècnica habitual del mosaic), les peces no són petites i de forma homogènia, sinó relativament grans i de diferents formes. Altres tècniques artístiques semblants, però amb altres materials i característiques, són la marqueteria i el damasquinat.

## Origen

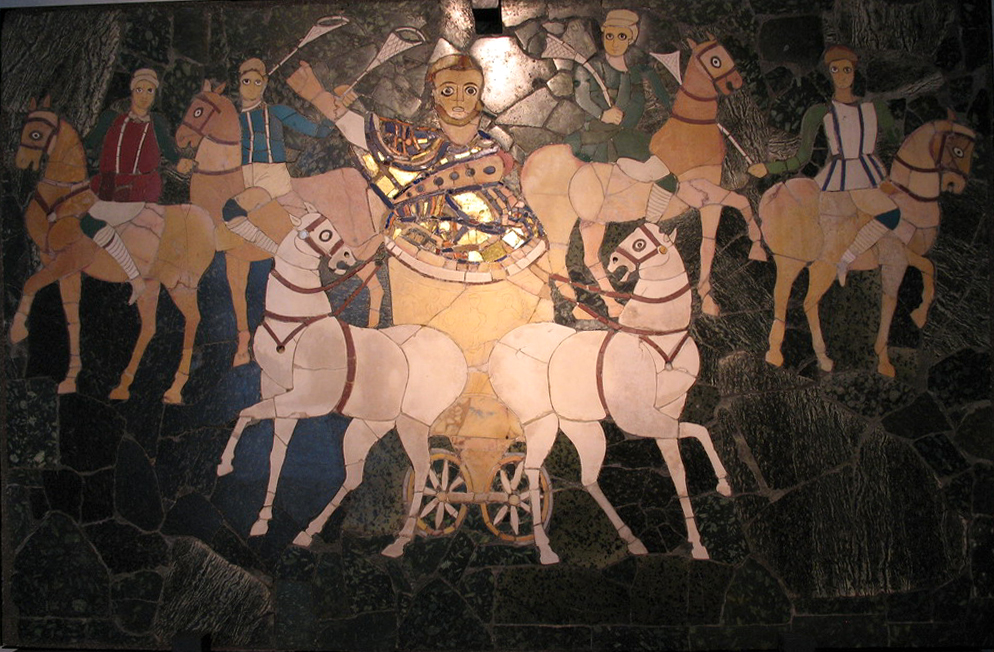
Biga que porta al magistrat que presideix una pompa circensis (desfilada prèvia als ludi que tenien lloc en el circ romà, a la basílica de Junius Bassus

Tot i que n'hi ha precedents en l'art egipci i d'Àsia Menor, els més importants exemples en són de la Roma del s. IV. El conjunt més important és la basílica de Junius Bassus, a la Muntanya Esquilina de Roma, datable entre els anys 325 i 350. L'ús de la tècnica en continuà fins al s. VI, i se'n troben exemples a Constantinoble.

Al port corinti de Cèncrees aparegueren en excavacions dels anys 1960 uns plafons de vidre en opus sectile que correspondrien a un possible temple d'Isis. A més de decoració geomètrica, representen paisatges nilòtics i portuaris, i personatges identificats com Homer i Plató.

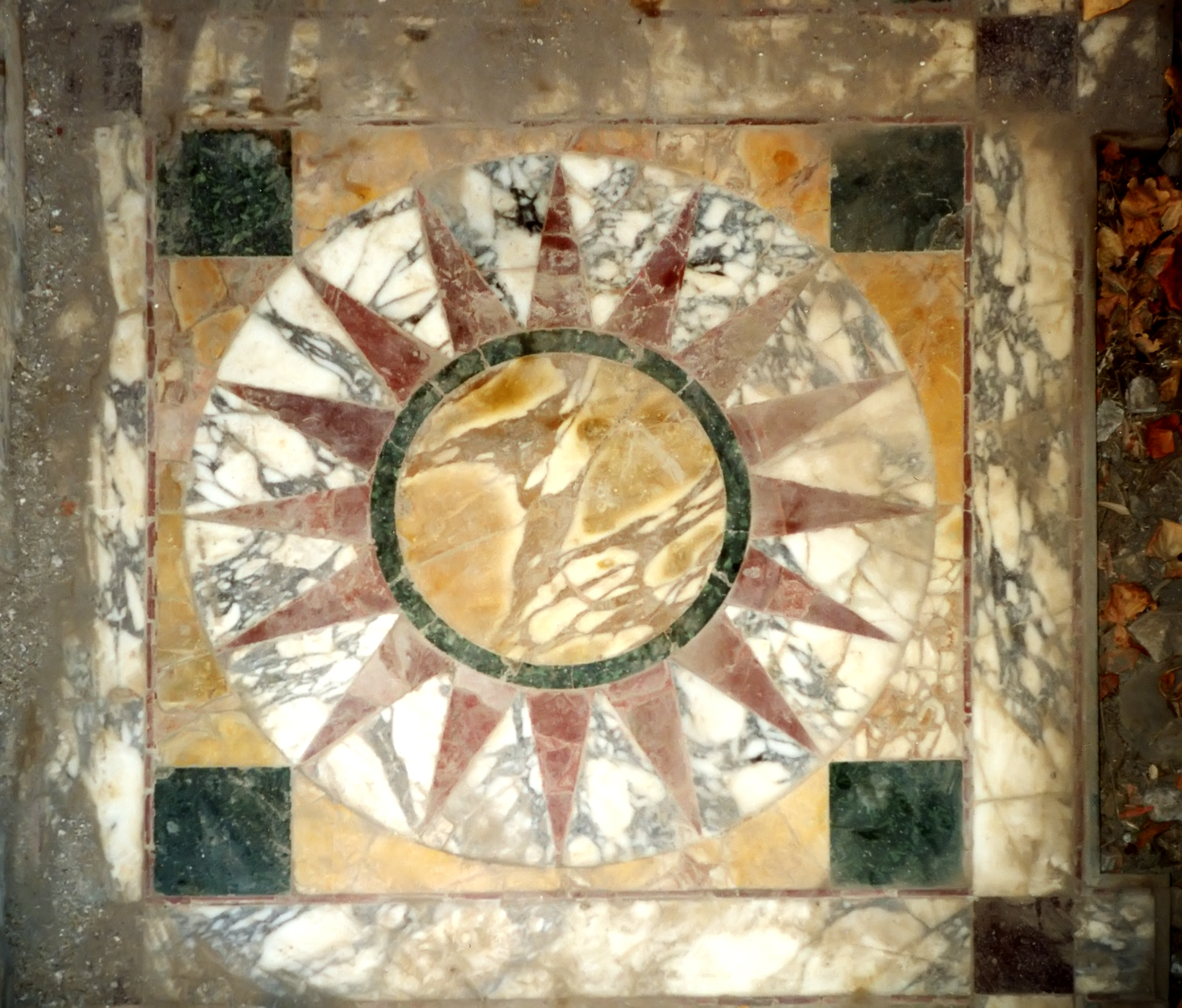
Sòl de marbre de la Vila Adriana, començaments del s. II
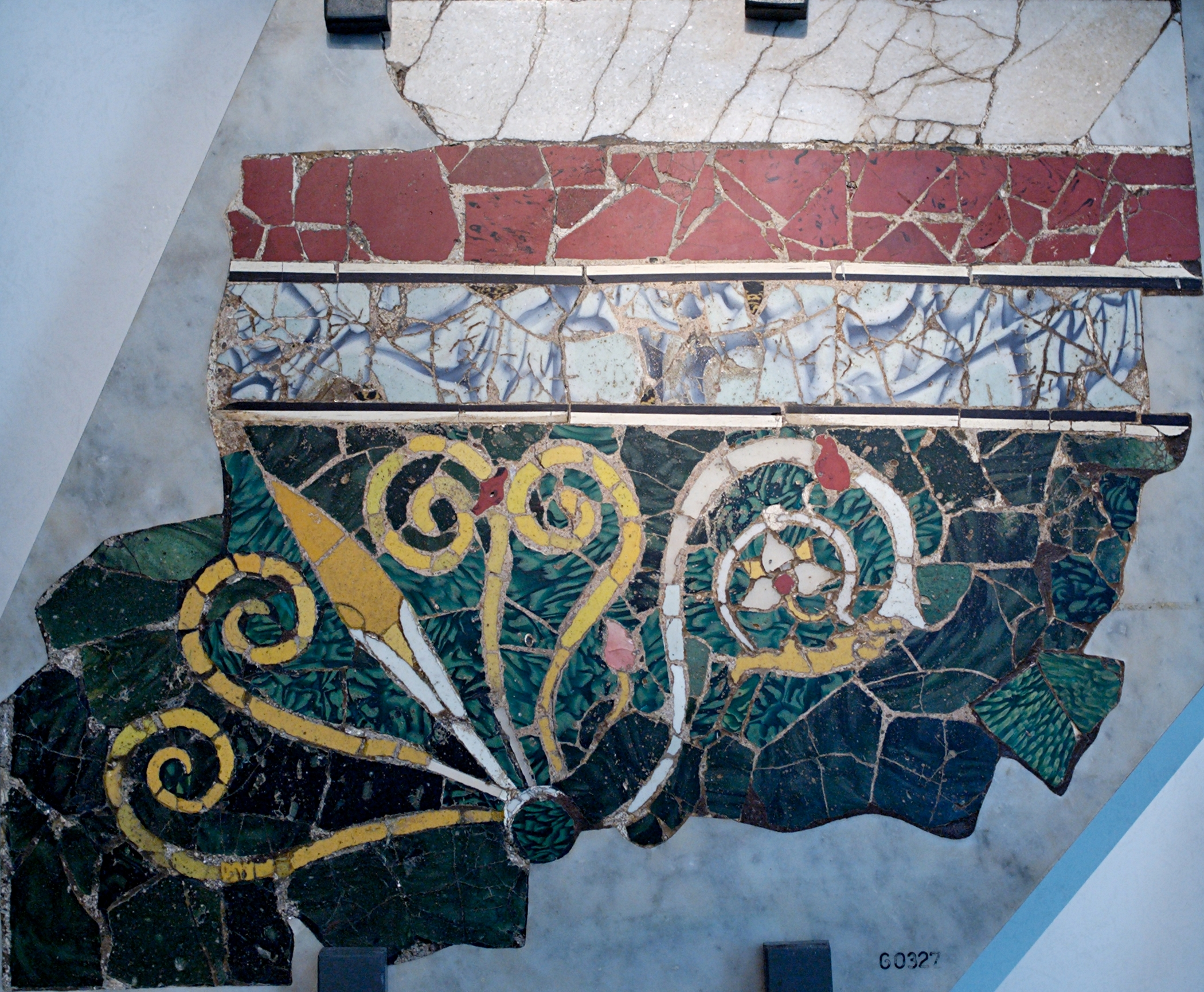
Decoració vegetal del Palazzo Massimi alle Terme
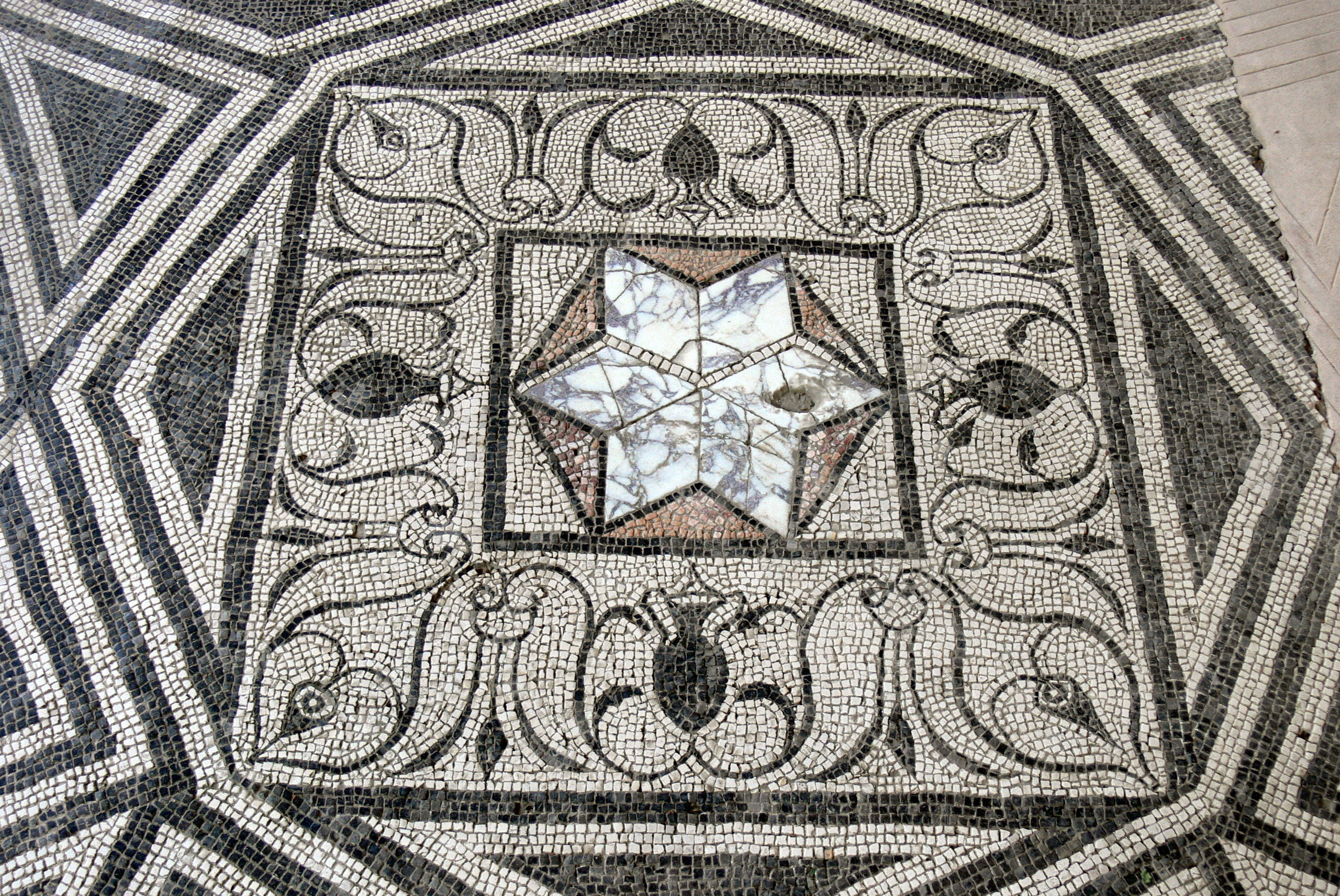
Opus sectile en formes d'estrela en un paviment tessel·lat

## Ús posterior

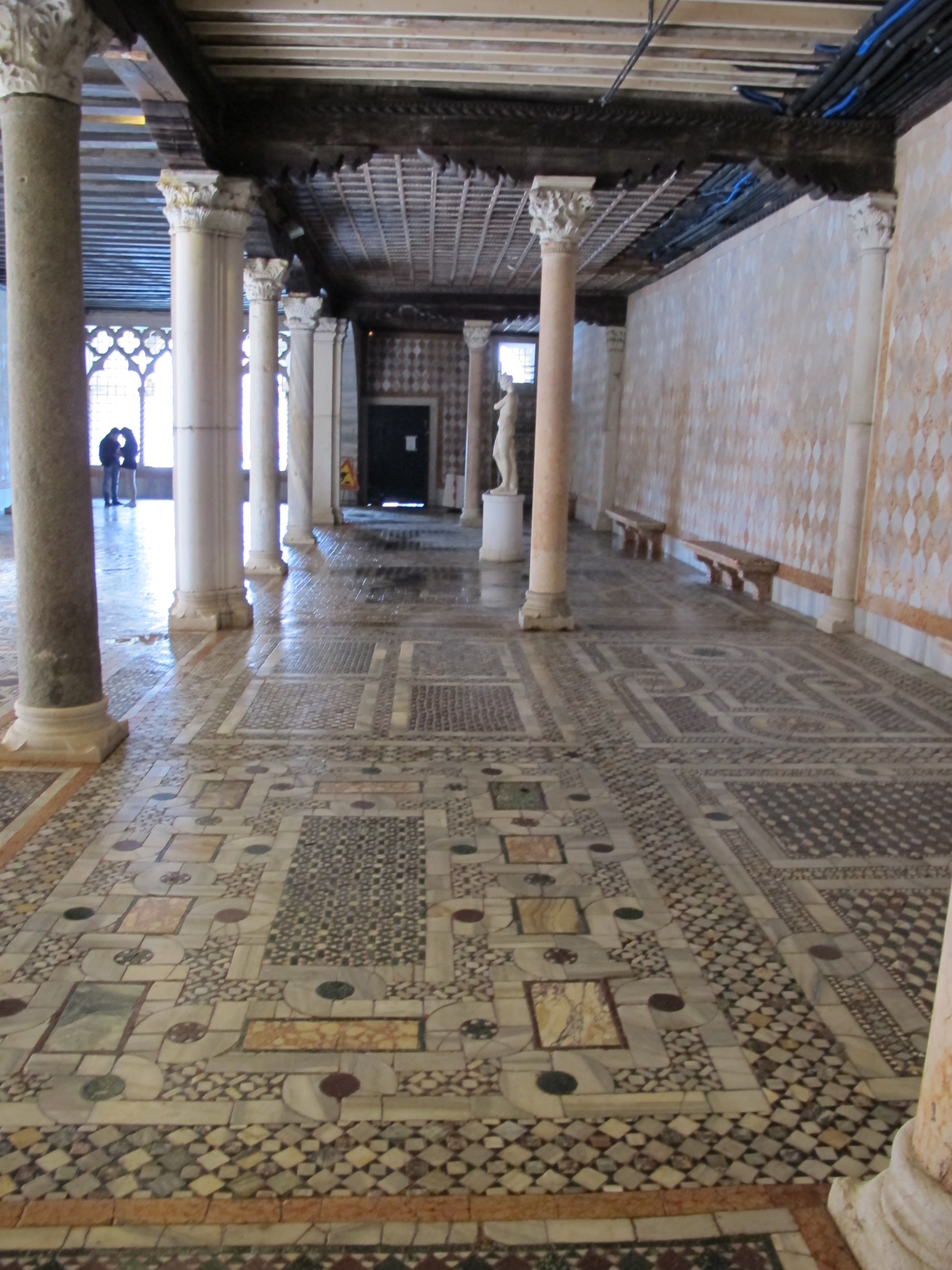
Paviment cosmatesc a Ca' d'Oro, Venècia

Tot i que la tècnica desaparegué a Roma amb la caiguda de l'imperi, continuà usant-se en l'arquitectura romana d'Orient, sobretot en la decoració dels sòls. Per influència romana d'Orient, la tècnica arriba a Sicília, d'on va tornar a Roma cap al s. XII en el denominat estil cosmatesc (decoració amb patrons geomètrics).
La recuperació definitiva en vingué amb el Renaixement i l'obertura del taller de pietre duri de Florència (Opificio delle pietre duri), que fabricava plafons per a taulers i altres usos, a molta menor escala que la decoració arquitectònica (per a la qual se sol denominar intarsia).
En l'Anglaterra de finals del XIX la tècnica fou utilitzada pel moviment Arts and Crafts, dins del que s'inclouen els dissenys de Charles Hardgrave, executats per James Powell & Sons.